# Plataforma de Izquierda
La Plataforma de Esquerda (Plataforma de Izquierda) fue un grupo político portugués formado en 1992 por disidentes del Partido Comunista Portugués (PCP) proclives ideológicamente a la socialdemocracia. La mayoría de esta organización se integró en el Partido Socialista (PS) en 1994, mientras una minoría ingresó en Política XXI participando en el nacimiento del Bloque de Izquierda en 1998. 
- Datos: Q9060530